# Stubnitz (schip, 1964)

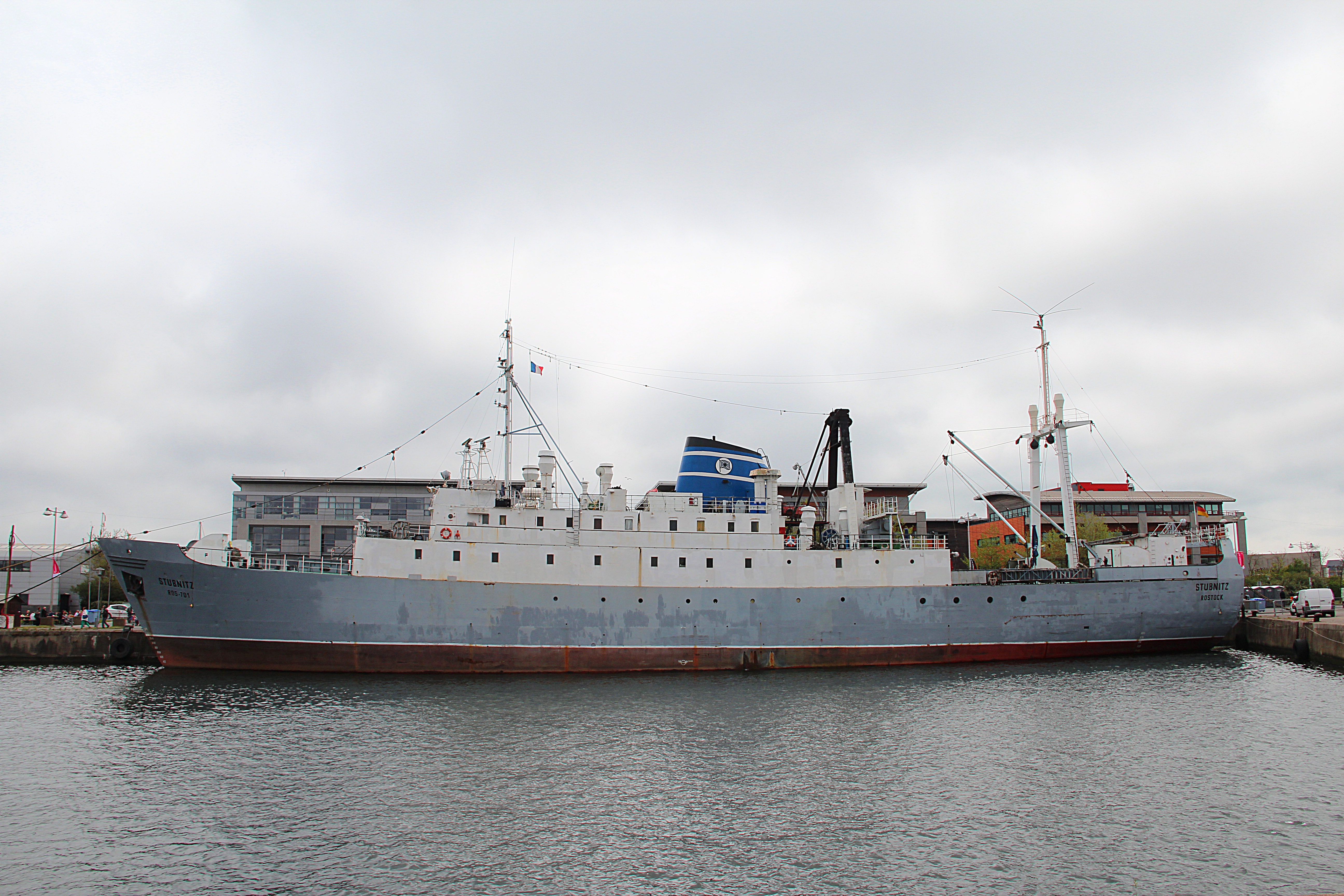
2013: Duinkerke

M.S. Stubnitz is een schip dat is verbouwd ten behoeve van culturele doeleinden en diverse Europese havens heeft aangedaan. De boot lag ieder jaar enkele maanden aangemeerd bij de NDSM werf in Amsterdam.
Het 80 meter lange voormalig vissersschip uit Rostock is sinds 1993 in bedrijf als cultureel centrum. Behalve enkele danszalen heeft de Stubnitz ook studio's, ateliers en workshops aan boord. Optredende artiesten en DJ's krijgen aan boord logies en maaltijden. Het meeste werk, inclusief het onderhoud van het schip, wordt gedaan door vrijwilligers.

Behalve in Amsterdam heeft de Stubnitz onder andere activiteiten georganiseerd in:
- 1994: St. Petersburg en Malmö
- 1998: Stockholm
- 2000: Luebeck en Hamburg
- 2001: Rotterdam (Culturele Hoofdstad)
- 2002: Brugge (Culturele Hoofdstad)
- 2003: Szczecin en Hamburg
- 2004: Riga
- 2005: Kopenhagen, Rotterdam, Newcastle en Duinkerken
- 2006: Kopenhagen en Hamburg
- 2013: Duinkerke